# Лужички Срби
Лужички Срби (глсрп.  — „Сербја”, длсрп.  — „Серби”, њем.  — „Сорби”), познати и као Лужичани, Венди (њем. Wenden) или Винди (њем. Winden), су западнословенски народ.
Процјењује се да их има сада око 60.000. Живе само у Њемачкој, у крају који је познат као Лужица. Највећа густина насељености се налази на западној периферији католичких округа горњолужичке говорне територије. Лужичани су једна од четири званично признате националне мањине у земљи.  Сви Лужички Срби су двојезични: њемачки је главни језик, док је употреба горњолужичкосрпског и доњолужичкосрпског језика ограничена. Према вјероисповјести су католици и протестанти.
Лужичани су подијељени у двије етнографске групе: Горњолужичке Србе, настањене у Горњој Лужици (покрајина Саксонија), и Доњолужичке Србе, настањене у Доњој Лужици (покрајина Бранденбург). Културно средиште Горњолужичких Срба је град Будишин (Бауцен), а доњолужичких град Кочебуз (Котбус). На територији „Лужичкосрпске области” важе закони покрајина Саксоније и Бранденбурга, који доприносе очувању лужичкосрпског језика и културе Лужичких Срба. Интересе Лужичких Срба штити политички независна организација лужичкосрпског народа и лужичкосрпских удружења „Домовина — Савез Лужичких Срба”, основана 1912. године. Научна дисциплина која се бави изучавањем лужичкосрпских језика и културе Лужичких Срба назива се сорабистика.
Преци Лужичана су се доселили у данашњу Њемачку у 6. вијеку. Лужички Срби се у писаним изворима помињу први пут 631. године. Представљају остатак германизованих Полапско-балтичких Словена. Од 10. вијека се налазе под њемачком влашћу. У средњем вијеку су били народ са непотпуном друштвеном структуром. Током 19. вијека дошло је до „националног препорода”. У 20. вијеку су у два наврата покушали да се отцјепе од Њемачке.

## Етноним
Горњолужички Срби за себе користе назив Сербја (глсрп. Serbja), а Доњолужички Срби назив Серби (длсрп. Serby); назив има заједничку етимологију са називом балканских Срба са значењем „сродство по млијеку” и „братство по млијеку” или касније „онај ко припада истој породици (роду)” (рођак). Народи Лужички Срби и Срби у јужној Европи по Плинију имају исто порекло, а потичу из нездравих крајева око мочваре Меотид. Одатле су се Сораби Словени (Срби) раздвојили у две групе; једна је отишла у Германију (Лужица), а друга у Панонију и Горњу Мезију (Балкан).
Њемачки назив за Лужичане, Sorben са вокалом o — у прошлости је коришћен у западном дијелу подручја старолужичкосрпског језика између ријека Солава и Лаба. Први помен Лужичких Срба у писаним изворима истовремено и прво помињање западнословенског етникума уопште, било је 631. године у Фредегаровој хроници: Dervanus dux ex gente Surbiorum, que ex genere Sclavicorum erant et ad regnum Frankorum iam olem aspescerant se ad regnum Samonem cum suis tradidi (срп. „српски кнез Дерван који је словенског народа те је пре био подложан Францима, ступио на страну Сама”). Првобитни назив Срби односио се на племе Срби, које је живјело крај ријеке Мулде. Од 782. године српско име су почела да носе сва племена која живе између ријека Солава и Лаба (укључујући и претке Лужичких Срба, Лужичане и Милчане).
Термин Wenden/Winden (Венди) германска су племена првотно користила за све Словене на истоку и југоистоку. Овај термин је настао од етнонима, који су користили антички аутори (Херодот, Плиније Старији, Тацит, Клаудије Птолемеј): Venedi, Veneti, Venethi, Venethae. Венд је био њемачки службени назив за Лужичке Србе са негативним значењем (Венд — необразован и неотесан сеоски човјек, оптерећена негативним особинама). Из тога разлога, од 1945. године у Њемачкој Демократској Републици Лужички Срби званично носе назив Sorben.
У периоду постојања Њемачке Демократске Републике преовлађује идеја о јединству лужичкосрпског народа. Након уједињења Њемачке 1990. године, углавном међу Доњолужичким Србима се ширила идеја о посебном националном идентитету, а као свој назив користили су етноним Венди, правећи разлику од Горњолужичких Срба.

## Историја
Антрополошке компоненте савремених Лужичких Срба (као и Нијемаца у Бранденбургу, Саксонији, Тирингији и источној Баварској, помјешаних са потомцима германизованих Словена) одликују се европоидном брахицефалијом са елементима карактеристичним за Полабе и Бодриће у Мекленбургу, блиске латенским Келтима.
Савремени Лужичани, остатак племенског савеза Лужичких Срба (или једноставно Срба), један су од три главна племенска савеза полапских Словена, у које спадају и племенски савез Љутићи и Бодрићи. Полапски Словени или, на њемачком, Венди, у раном средњем вијеку су насељавали најмање једну трећину територије савремене Њемачке — сјевер, сјеверозапад и исток.
Лужички Срби су потомци два западнословенска племена — Лужичана и Милчана. Словени су населили простор данашње Њемачке у 6. вијеку, током Велике сеобе народа. Они су углавном били земљорадници и сточари. У 8. вијеку земље српско-полапских племена су биле изложене нападима Германа (прије свега Франака), а касније пољских и чешких краљева.
Са окупирањем Тирингије и Саксоније Лужички Срби почињу 782. године. Карло је убрзо уз помоћ Сакса, спречио Лужичке Србе, а уз помоћ Срба, Фриза, Ободрита и Саса успијева 789. да пређе реку Лабу, Хафел и продре на територију Велета. Послије овог, Драговит је морао да буде лојалан Карлу Великом.
Лужички Срби су се побунили и напали Аустразију, због тога је Карло Велики направио кампању против Словена у Бохемији 805. продирујући преко Зале и убијајући Милидуха 806. године код Вајсенфелса. Ово Лужичким Србима ништа није доприњело и још су Франци узели словенске поглаваре као таоце, док се следећа побуна догодила 816. године.
У мају 826. године лужички кнез Тунгло је био окривљен за нелојалност. Наређено му је било да се појави у октобру на суду, а касније је морао да преда свог сина да би се вратио кући. После тога око 830. Франци стварају „границу према Србима” ради лакшег економског, војног и етничког раздвајања између Германа у Франачкој и Словена.
Након изгубљене битке 839. године у којој је лужички вођа Цзимислав био убијен, Саси су освојили неке територије, а Лужичани су морали да плаћају порез. Лужички кнез Жистибор је био у добрим односима са Лудвигом II, са којим је водио битке против других словенских племена.
У 9. вијеку дио српских земаља је накратко је ушао у састав Велике Моравске.
Лужица је постала дио Саксоније 932. када ју је Хенрик I Птичар освојио. Између 932. и 963. Лужичани постају германизовани. Бискуп Босо их око 970. крсти, чиме постају хришћани, што је оставило велики утицај.
Срби које су Германи покорили су више пута дизали побуне, које је освајач прекидао. Миличани су потпуно покорени 990. године. Хиљаде Срба је масакрирано, а њихова села и насеља су уништена. У периоду од 1018. до 1032. године територија Горње Лужице је постала дио Пољске, а у периодима од 1076. до 1084. и од 1158. до 1231. године била је дио Чешке. У 12. вијеку лужичке земље су ушле у састав Лужичке марке и Будишина под управом грофова из династије Ветин. Током 11. и 12. вијека почела је њемачка колонизација лужичкосрпске територије. Од 13. вијека Полапски Словени су се престали дијелити на племена, давајући називе областима — Доња Лужица (бивша област племена Лужичани) и Горња Лужица (бивша област племена Миличани). Горња Лужица је 1319. године постала дио Чешке, а за вријеме Карла IV 1373. године и Доња Лужица. Током 1635. године Горња Лужица и већи дио Доње Лужице су постале дио Саксоније, док је Доњолужички регион Кочебуз припао Бранденбургу.
Током протестантске реформације у Њемачкој у 16. вијеку већина Лужичких Срба је прешла на лутеранство. Католицизам је остао само у одређеним дијеловима Горње Лужице. Лужичкосрпска књижевност је настала у 16. вијеку. Кнез изборник Фридрих Вилхелм је 1667. године наредио забрану богослужење на лужичкосрпском и уништавање лужичкосрпске писмености. Од 1717. до 1735. године пруски краљ Фридрих Вилхелм I је издао низ декрета којим се забрањује употреба лужичкосрпског језика. На Бечком конгресу 1815. године Саксонија је Пруској предала територије Горње и Доње Лужице. Почетак националног препорода је повезан са обнављањем 1814. године, напорима Хандрија Лубенског и Бедриха Клина, „Лужичкосрпског проповједачког друштва” у Липску. У другој половини 19. вијека уведена су нове ограничења на употребу лужичкосрпског језика. Лидери Лужичких Срба су се 1919. године обратили Версајској конференцији, тражећи оснивање лужичкосрпске државе. Међутим, тај приједлог није разматран на конференцији. Подносилац приједлога Арношт Барт је након повратка у Њемачку ухапшен због издаје. Са доласком на власт националсоцијалиста 1933. године у Њемачкој настао је отворени терор и наређена су хапшења патриота и принудна исељавања национално оријентисаних лужичкосрпских свештеника и учитеља. Лужичкосрпски језик (од 1940. чак и у свакодневном животу) и сви органи штампе (од 1937) били су забрањени. Лужички Срби су проглашени Нијемцима, који говоре „вендски”.
У периоду од 1945. до 1946. године Лужички Срби су са активним учешћем Јана Цижа, други пут у историји, покушали да се отцјепе од Њемачке, што није успјело. Послије Другог свјетског рата германизација Лужичких Срба је убрзана, како су у Лужицу досељавани Нијемци из Чехословачке и Пољске. У наредним десетљећима дошло је до поновног успостављања лужичкосрпске штампе и школа, што је резултовало културним успоном Лужичких Срба. Од 1924. године до почетка 21. вијека као резултат развоја лежишта угља у Лужици, дјелимично или у потпуности је срушено више до стотину села.

## Становништво
Лужички Срби су најмалобројнији словенски народ. За вријеме Њемачке Демократске Републике није спроведен статистички попис Лужичана, а у документима се стално понавља исти број — 100.000 људи. У посљедњим годинама ЊДР Институт за лужичкосрпску етнологију је спровео попис путем посебног система анкетирања, међутим резултат пописа није у цјелости објављен. У савременој Њемачкој попис становништво мањинских народа званично није спроведен. Бројност Лужичких Срба према различитим статистичким подацима у периоду од 1980. до 2010. године креће се од 50.000 до 500.000. У политици је истакнута бројка од 60.000 људи. Према подацима, наведеним послије 1989. године, Лужичана је било 67.000, укључујући и 59.000 који говоре матерњим језиком. Према садашњих подацима број Лужичких Срба се креће од 50.000 до 67.000. Ова разлику у бројкама показује разлику између етничких Лужичких Срба и Лужичких Срба који говоре матерњих језиком. Већина на лужичкосрпском језичном подручју су Немци: само око 1% становника Лужице су говорници лужичкосрпског језика (Elle, 2003). У Будишину, средишту културног живота Лужичких Срба, њихов удио је од 5% до 10% становништва. Према процјенама Арношта Муке на почетку 1880-их удио Доњолужичких Срба у укупном броју Лужички Срба је био 42,9%, док су Горњолужички Срби чинили 57,1%. Према Арношту Чернику (1959), удио Доњолужичких Срба средином 1950-их је био 28,4%.
На територији савремене Пољске, у Жагањецу Лужичани су германизовани током 16. вијека, у Жарију средином 17. вијека, а у околини Губина и Лупског током 18. вијека. На подручју Красног почетком 18. вијека Лужички Срби су чинили 85,3% становништва, али се на прелазу 18. и 19. вијека тамо доњолужичкосрпски није говорио. Доњолужички се најдуже одржао на десној обали ријеке Лужичка Ниса у селу Ленкњица: 1932. године у селу су живјеле двије породице које су говорила лужичкосрпски (1884. у селу је живјело 380 Лужичана и 3 Нијемца).
Писац Адолф Черни је осамдесетих година 19. века, уврстио међу њих и "остатак старих Словена у Италији тзв. „Резјане”. Од укупне суме сви тих Срба — 177.000, а било их је расуто изван Лужице око 15.000, на оне у Италији отпадало је још 3.000 душа.

## Језик
Сви Лужички Срби су билингвалисти, њемачки је главни језик, док је употреба горњолужичкосрпског и доњолужичкосрпског језика ограничена.
Доњолужички Срби од краја 19. века прешли су на двојезичност. Горњолужички Срби протестанти су прешли на двојезичност отприлике за једну генерацију касније. Година 1920-их на читавој територији Лужичких Срба протестаната се догађао процес асимилације. Разлози су били различити, укључујући забране лужичкосрпског језика у школама и црквама, одсутство јединствене лужичкосрпске територије (за разлику од католика), интеграција у немачку цркву, развој саобраћаја и индустрије, посебно мрког угља, прилив немачких пресељеника након Другог светског рата. Најмање до 1950-их и 1960-их година лужичкосрпски језик се чувао као живи језик у свакодневном животу. После 1945. године већина Лужичких Срба протестаната за једну или две генерације прешла је у немачку једнојезичност.
Лужичкосрпски језици, горњолужичкосрпски и доњолужичкосрпски, спадају у западнословенске језике. Горњолужичкосрпски се говори у Горњој Лужици и у активној употреби се чува прије свега у католичкој области Горње Лужице. Доњолужичкосрпски је распрострањен у околини града Кочебуза у Доњој Лужици. Он је углавном матерњи језик особама старијим од 70. година. Оба језика су подјељена на дијалекте. Између горњолужичких и доњолужичких дијалеката постоје прелазни дијалекти. Сматра се да је горњолужички језик близак чешком језику, док је доњолужички близак пољском језику. Вокабулар лужичкосрпских језика је под утицајем њемачког језика, као и чешког и пољског (посебно послије Другог свјетског рата). У граматичке особине лужичкосрпски језика спадају: двојина, неколико облика у прошлом времену, предикат на крају једноставне реченице.
Према подацима Лужичкосрпског института (2009), горњолужичкосрпски језик говори око 23.000 људи, док доњолужичкосрпски говори од 6.400 до 7.000 људи.

## Образовање
Прве школе у селима Горње Лужице појавиле су се у 15. и 16. вијеку. Биле су то приватне школе, од којих су се временом развиле црквене школе. Ове школе су се појавиле, нпр. у Крусћицама 1482. године, у Китлицама 1489. године, у Радивору 1550. године. Једине књиге у школама су биле катекизми и Библија. Касније је лужичкосрпски језик у више наврата забрањиван. У Нацистичкој Њемачкој лужичкосрпске књиге су потпуно уништене. За вријеме Њемачке Демократске Републике у Лужици су постојала два типа школа: школа тип „А” настава је била само на лужичкосрпском језику, док је у школама типа „Б” настава била и на њемачком и на лужичкосрпском.
У Доњој Лужици је 2016. године постојало 9 обданишта, а у Саксонији 24 предшколске установе у којима су се дјеца образовала на лужичкосрпском језику. Од 2013. године у Дрездену постоје лужичкосрпске групе у предшколске установама. У образовним установама у „Лужичкосрпској области” за малу дјецу (у покрајини Бранденбург и у школама) спроводи се језички програм „Witaj” (срп. „Добродошли”). У Саксонским школама двојезичко образовање заснива се на концепту „2plus” (њемачки, лужичкосрпски плус додатни језик). Током 2010/11. школске године 290 ученика лужичкосрпских школа и Лужичкосрпске гимназије је као страни језик учило руски, а 154 ученика чешки језик. У Саксонији је 2009. године било 6 лужичкосрпских и 3 двојезичке основене школе, 4 лужичкосрпских и једна двојезичка средња школа и Лужичкосрпска школа у Будишину. У Бранденбургу је била 5 основних кола по програму „Witaj” и Доњолужичка гимназија у Кочебузу. У високошколском систему Њемачке лужичкосрпски језика се изучава само на Институту за сорабистику на Универзитету у Лајпцигу.

## Религија
Већина Лужичких Срба су лутерани још од протестантске реформације. За вријеме истраживања Арношта Муке католици су чинили само 10% Лужичана. У Будишину су у другој половини 19. века евангелисти били окупљени око цркве Св. Михаила, а католици око храма Св. Марије. Крајем 1980-их почетком 1990-их Горњолужичких Срби католици су чинили двије трећине Лужичких Срба.
Лужичких Срби евангелисти живе и у Горњој и Доњој Лужици, са изузетком католичког подручја. Они су припадници неколико цркава: Лутеранске цркве Берлина-Бранденбурга-Шлезијске Горње Лужице и Евангелистичко-лутеранске покрајинске цркве Саксоније, а такође и Независне евангелистичке лутеранске цркве у Клетну и Вуканчици и Моравске цркве. Поред тога, у Горњој Лужици од 1994. године дјелује „Лужичкосрпско евангелистичко друштво”; 1946. године одржан Лужичкосрпски конгрес Евангелистичке цркве. Евангелистичке парохије, у којима су Лужичке Срби већина, више не постоје. У Будишину служба на лужичкосрпском језику одржава се једном мјесечно у цркви Светог Михаила.

### Католици
Лужички Срби католици броје око 12.000 људи које живе на троуглу између градова Будишин, Камјенц и Војереце, који обухвата 85 насеља. Поред путева на том подручју расуто је око хиљаду завјетних споменика, крстова и капела. Овдје се на лужичкосрпском језику говори у многим породицама, школама, вртићима и црквама. Други ватикански сабор (1962—1965) потврдио је статус лужичкосрпског језика као језика богослужења. Службе на лужичкосрпском језику одржавају се у црквама у селима Крусћице, Вотвор, Радвор, Њебјелчице, Зджер, Рожант, Куло, Бакон, такође и у Ворклецу и Панчице-Кукоу. У Будишину служба на лужичкосрпском језику се одржава недјељеном у цркви Мајке Божије. Старије жене овдје још увијек носе строге костиме. Током вјерских празника, вјенчања и осталих прослава, младе жене и дјевојске носе свечане костиме. Државни празник у лужичкосрпским окрузима Саксоније је Светковина Пресветог Тијела и Крви Христове. Празници Духови, Похођење Блажене Дјевице Марије и Рођење Пресвете Богородице. Католици такође прослављају и Птичију свадбу (25. јануар), Валпургијску ноћ (30. април), Дан Светог Мартина (11. новембар), Дан Светог Варваре (4. децембар) и Дан Светог Николе (6. децембар). У прошлости католички окрузи Горње Лужице су били под великим утицајем манастира, укључујући манастир Маријина Звјезда; вјерницима је било забрањено да ступају у брак са некатолицима.

## Култура

### Књижевност
Најстаријим писаним спомеником лужичкосрпске писмености сматра се текст латинског псалма Магдебуршког рукописа („Magdeburgske glosy”) са паралелним преводом на њемачки и старолужички језик, а написан је вјероватно током 12. вијека. Лужичкосрпска књижевност са својим развојем започиње у вријеме протестантске реформације, током 16. вијека. Најстаријим документом написаним у цјелости на горњолужичкосрпском језику сматра се „Будишинска заклетва” (глсрп. Budyska přisaha) настао 1532. године. Прве књиге писане на доњолужичком језику са вјерском тематиком штампане су од стране протестантских мисионара — 1548. године Миклавш Јакубица преводи Нови завјет, а Албин Молер 1574. преводи „Мали катехизис”. Прва штампана књига на горњолужичком језику био је превод Лутеровог „Малог катехизиса”, у преводу Вјацлава Вариха из 1595. године. Значајну улогу у развоју лужичке писмености дала је свештеничка породица Френцел из које су у периоду од шездесетих година 17. вијека па до средине 18. вијека потекли неки од најзначајнијих представника лужичке научне и литерарне мисли. Међу њима су се својим радом истакли свештеник и писац Михаљ Френцел (1628—1706) који је 1706. превео Нови завјет на горњолужички језик, енциклопедист Абрахам Френцел (1656—1740), пјесник Михаљ Френцел Млађи (1667—1752) и хроничар Саломон Френцел (1701—1768).
Током 19. вијека долази до интензивнијег развоја пјесничке мисли, а најзначајнији лужички пјесници тог времена били су Хандриј Цејлер кога су у то вријеме називали „Лужичким Пушкином”, затим Јакуб Барт Ћишински, Јан Вјела, Михаљ Хорник, док се првом лужичком пјесникињом сматра Херта Вићазец. Књижевна проза активније почиње да се развија нешто касније, почев од четрдесетих година 19. вијека, а међу значајније прозаисте тог вијека убрајају се Јан Вјела, Михаљ Хорник, Јан Бохувер Мучинк, Јулијус Вјелан и други. Крајем 19. и почетком 20. вијека својом дјелатношћу се истичу пјесници Миклавш Андрицки, Јозеф Новак, Јан Циж, те прозаиста Михаљ Навка. У међуратном периоду истиче се публициста Јан Скала, писци Јакуб Лоренц-Залески, Мерћин Новак-Њехомски, пјесници Михаљ Навка, Јуриј Хежка и Мина Виткојц. Већина писаца потицала је углавном из имућнијих свештеничких породица, мањим дијело су били припадници интелигенције (научници, наставници, љекари). Часописи, календари и вјерске књиге су све до 1937. године штампане на готици. Доласком нациста на власт у Њемачкој започели су масовни прогони и репресије над лужичкосрпском интелигенцијом, Домовина је 18. марта 1937. године фактично угашена (заједно са својим штампарским органима), затворена је Матица лужичкосрпска, као и издавачи и штампарске куће, библиотеке и архиви. Затим је декретом из библиотека повучена сва лужичкосрпска литература. На крају је и потпуно забрањена јавна употреба лужичкосрпског језика. Њемачка штампа је имала неписано правило по коме се избјегавало било какво помињање Лужичких Срба, а чак је и забрањена употреба термина „Лужички Срби” (Sorben, Wenden). Атмосфера хапшења и пријетњи изазвала је прерану смрт Јана Скала и Јакуба Лоренц-Залеског, а у то вријеме је и погинуо Јуриј Хежка. Међу најзначајнијим књижевницима из друге половине 20. вијека истичу се Јуриј Брезан, Јуриј Млинк и Јуриј Кох.

### Фолклор
Зборник Л. Хаупта и А. Смолера из средина 19. вијека „Народне пјесме Горњих и Доњих Срба” подијелио је лужичкосрпске пјесма на врсте: жетвене, успаванке, страдалничке, свадбене, плесне, колске, шаљиве и друге. Почетком 20. вијека у библиотекама је сачувано око 1.500 народних пјесама и око 800 различитих пјесама. Једна од најстаријих народних епских пјесама Лужичана је пјесма која говори о војничким побједама Срба над Нијемцима током 10. вијека — „Српска побједа” (глсрп. Serbow dobyća). У истом периоду је вјероватно настала и друга популарна епска пјесма „Наши младићи иду у рат” (глсрп. Naše gólcy z wójny jědu; длсрп. Naši hólcy z wójny jědu). Крај Првог свјетског рата довео је до „националног препорода Лужичана” и међу омладином у том периоду јако популарне постају такозване „соколске пјесме” са јако израженим националним и патриотским мотивима. Јан Вјела је 1902. издао зборник „Пословице и изреке Горњолужички Срба” у ком се налазило око десет хиљада пословица и изрека. У неким пословицама изругује се богатство, у другима се хвали свакодневни живот, штедљивост, скромност. Неке изреке су посвећене Лужичким Србима, који су издали свој народ. Легенде говоре о борбама за слободу у периоду 9—11. вијека, о херојским подвизима и страдањима легендарних војсковођа, о историји лужичких насеља итд.

### Позоришна и филмска умјетност
Историја лужичкосрпског позоришта, које је настало под утицајем чешког националног позоришта, почиње 1862. године када је у Будишину изведена прва представа на лужичкосрпском језику. Значајан допринос лужичкосрпској драматургији дао је писац Јуриј Винар, док су позориште комаде писали пјесници Јакуб Барт-Чишински и Арношт Мука. У Будишину 1948. године основано је прво лужичкосрпско народно позориште (сада Њемачко-лужичкосрпско позориште).
У филму Лужички Срби су први пут приказани у нијемом филму „Чудна птица”, снимљен 1911. године. У међуратном периоду снимљено је око десет филмова, у којима су Лужички Срби углавном представљани као „сеоски” и угрожен народ. Први лужичкосрпски филмски историчар био је Херберт Церна. Године 1953. године издао је свој први играни филм на лужичкосрпском са називом „52 недјеље — једна година”. Појава лужичкосрпске кинематографије почела је 1971. године, када је основан „Раднички круг лужичкосрпских кинематографа” за обуку будућих лужичкосрпски кинематографа. Године 1972. у тој филмској школи снимљен је прва лужичкосрпска слика „Струга — портрет једног пејзажа” (названа по ријеци Струги у Лужици). При филмским студију ДЕФА 1980. године (у ствари у оквиру Дрезденског филмског студија „Трик-филм”) било је основано производно и креативно удружење „Српска филмска скупина”. Осамдесетих година 20. вијека снимљен је документарни филм, посвећен националној култури, укључујући филм „Град” о лужичкосрпској историји Будишина. Година 1984. објављен је први играни филм лужичкосрпске кинематографије „Рублак — Легенда о испитаној земљи” на њемачком језику (филмови „Скупине” су углавном снимљени на лужичкосрпском). Од 1991. године студио носи назив „Sorabia-Film-Studio”.

### Музика и примјењена умјетност
Године 1952. основан је Лужичкосрпски народни ансамбл, комбинујући хор, оркестар и балетску групу. Међу традиционалним играма популарним међу Лужичким Србима су „Чекај мало” и „Иди даље”. Лужичке пјесме и игре изводе се у музичкој пратњи. Испред већине распрострањених музичких инструмената биле би велика и мала српска виолина, гајде и таракава. Међу савременим инструментима налазе се клавир, гитара, хармоника, кларинет, труба и усна хармоника. Мала виолина, или „свадбена виолина” у 20. вијеку била је распрострањена у окрузима Шлајфе и Бад-Мускау. Они су жичани инструменти са три жице троугаоног облика, налик на виолину, а није позната у другим народима.
Примјењена умјетност до краја Првог свјетског рата у лужичкосрпској националној култури није заузимала истакнуто мјесто. Самостални умјетници нису оставили скоро никакав траг. Године 1923. формирано је Удружење лужичких умјетника, чије су слике приказиване на изложбама у Кростовици и другим мјестима. Круг лужичких умјетника је настао 1948. године, на челу са Мерћином Новак-Њехорњским. Круг је организовао путујуће изложбе, упознавајући људе са сликама лужичкосрпских умјетника.

### Ношња
Лужичкосрпска народна ношња има сличности са ношњама осталих западнословенских народа, нарочито са ношњом Пољака (жене носе кецељу, обиље украса на свечаним ношњама — вез, чипка, траке). Карактеристична ношња је сачувана углавном код жена. Лужички етнограф Павол Недо је разликовао четири сета лужичке женске ношње: шпревалдски, шлејфенски, гојерсвердски и бауцен-каменцки. Посљедњи сет се налази у области Бауцена, Каменца и Витихенауа. Празничка ношња бауцен-коменцког сета укључује бијелу кошуљу са кратким рукавима и округлим оковратником, горњу црну и доњу вунену сукњу. Горња сукња се шије у корсет, који се пертла или затеже. Оглавље бауцен-каменског комплекса састоји се од женске капе црне боје, са које се спуштају до кољена двије траке црне боје. Оглавље, уобичајено у Шпревалду, одликује се присуством широких крила. Жалобне хаљине црне боје имају бијеле детаље на глави.
Мушке ношње из периода од 18. до 19. вијека (нису сачуване) биле су сличне њемачким ношњама из Бранденбурга и Саксоније. Састојале су се од ланене кошуље дугих рукава, увучене у ланене панталоне са дугмадима из кољена. Преко кошуље се носила платнена јакна, често плаве боје. Такво одјело може се видјети на извођачима Лужичкосрпског ансамбла пјесама и плеса. Кућна обућа биле су дрвене ципеле, а улична чизме са високим врховима.

### Празници
Лужичкосрпски празници изложени су знатном њемачком утицају. Лужички Срби, као и други народи у Европи, прослављају хришћанске празнике. На Ускрс боје кувана јаја, која се дају дјеци. Тамнија су и мање разноврсна од обојених јаја Словака, Украјинаца и Јужних Словена. На Петровдан 22. фебруара пали се сламнати лик зиме. Од 1541. године се одржава Крижерјо или Јутровне јахање, када мушкарци у фраковима на коњима шире вијест о васкрсењу Исуса Христоса. На челу поворке су коњаници са заставама, статуама и распећима. Обиљежава се и Јовањдан, 24. јуна, када се прескаче ватра. За разлику од других европских народа, обичаји Лужичких Срба нису повезани са водом. Празник жетве, познат широм Њемачке, прославља се од августа до септембра. У Горњој Лужици се празнује са богатим сељацима на челу. Сиромашни сељаци и радници поздрављају домаћина и поклањају му вијенац у знак захвалности за хљеб и посао. У Блоту се обиљежава са предзнаком пијетла. Према легенди Лужичких Срба, послије спремања пијетла за жртву, који посједује моћ заштите усјева, мора бити убијен иначе ће изазвати штету. У јесен се прослављају Аранђеловдан 29. септембра, празник Свих Светих 1. новембра и дјечији празник Мартиндан 11. новембра. Од 1875. године прославља се празник лужичке омладине Схадзованка.

### Новине, радио и телевизија
На горњолужичкосрпском језику излазе дневне новине „Serbske Nowiny” (под тим именом од 1854), као и вјерске публикације: католички „Katolski Posoł” и протестантски „Pomhaj Bóh”. На доњолужичкосрпском језику недјељно излазе новине „Nowy Casnik”. На оба језика излазе часописи: научни „Lětopis” (излази два пута годишње), културни „Rozhlad” (од 1950), дјечији „Płomjo” и педагошки „Serbska šula”. Једном мјесечно по пола сата се приказују телевизијске емисије: „Wuhladko” на горњолужичком и „Łužyca” на доњолужичком језику. На оба језика се емитује програм радија „Лужичкосрпски радио”.

## Насеља и грађевине
Тренутно Лужички Срби чине већину у 70 католичких села Горње Лужице (сјеверозападно од Будишина). У протестантским окрузима Горње Лужице и у свим окрузима Доње Лужице већинска лужичкосрпска села више не постоје. Мјешаних међунационалних бракова међу Лужичким Србима до 20. вијека није било, јер су живјели затворено и одвојене од Нијемаца. Према лужичкосрпском пјеснику Јакубу Барт-Ћишинском (1904), њемачко-лужичкосрпски бракови су били ријетки. У првој половини 20. вијека број мијешаних бракова је значајно повећан због индустријализације Лужице, а посебно након доласка у лужичка села великог броја њемачких досељеника послије Другог свјетског рата. Према Михаилу Семирјаги (1955) нарочито много мјешаних бракова је било у Блоту (50% или више средином 20. вијека напрема 5% 1900. године), у близини индустријских центара — Кочебуз, Витошо, Лубњо, у општинама Горње Лужице. Католички брачни пар је обично долазио из истог села, док су протестантски младенци често били из различитих села.
Најстарији тип насеља је кружни. Распоред насеља је нагомилан, у Доњој Лужици је хуторски, док је у њемачким окрузима улични. Источно од линије Камјенц—Бископици улични распоред насеља је рјеђи. У Блоту распоред насеља је карактеристичног хуторског облика: због ниског терена и честих поплава разбацана села се налазе на узвишењима, имања се налазе дуж канала. Комуникација између села на острвима у љетном периоду се обавља чамцима. Дворишта су са отвореним зградама (у Доњој Лужици) или са затвореним (у Горњој Лужици). Најстарији тип објекта су приземне зграде са стамбеним и економским просторијама под једним кровом. Ова врста лужичкосрпских грађевина у првој половини 20. вијека се налазила у Блоту и Војерецу. Фахверк објекти, повезани са њемачком традицијом, у већој мјери је заступљен у Горњој Лужици. Временом, дрвене зграде су замјењене зградама од цигле.

## Национални симболи
Застава Лужичких Срба је тканина плаво-црвено-бијеле боје хоризонтално постављена. Као национални симбол је први пут истакнута 1842. године. Застава је 1848. године призната у лужичком окружењу. Члан 25. устава покрајине Бранденбург садржи одредбу о лужичкосрпској застави. Члан 2. устава покрајине Саксоније садржи одредбу о употреби грба и традиционалних боја Лужичких Срба. Закон о правима Лужичких Срба у Бранденбургу и Саксонији садржи одредбе о употреби лужичкосрпских националних симбола (грба и националних боја).
Национална химна Лужичких Срба од 20. вијека је пјесма „Лијепа Лужица”. Прије су као химне служиле пјесме „Српство никада неће умријети” (написао Хандриј Зејлер 1840) и „Наше српство се дише из праха” (написао Михал Домашка, изведена прије 1945).

## Правни положај
Правни положај Лужичких Срба у Њемачкој (у покрајинама Саксонија и Бранденбург) регулисан је на основу 35. члана протокола бр. 14 Споразума о уједињењу Њемачке Демократске Републике и Савезне Републике Њемачке из 1990. године. Члан 25. устава покрајине Бранденбург из 1992. године гарантује право лужичкосрпског народа на очување, подршку и заштиту културног идентитета и мјеста становања. Покрајина, општине и заједнице општина олакшавају остварење права. Члан утврђује културну аутономију Лужичких Срба, право на употребу лужичкосрпског језика, надовезујући се на посебан закон о учешћу представника Лужичких Срба у законодавним дјелатностима. Члан 5. и 6. устава Саксоније гарантују права националних и етничких мањина Њемачке на очување идентитета и заштиту језика, културе, традиције и религије.
У Бранденбургу 1994. године, а у Саксонији 1999. донесени су слични закони о правима Лужичких Срба. У оба закона се говори о аутохтоности Лужичана. Дајући дефиницију припадности лужичкосрпском народу (лужичкосрпском народу припадају они који се сматрају Лужичким Србима), обезбјеђен је правни статус територије на којој живе Лужички Срби, коју је дефинисао савјет за Лужичке Србе при скупштини (и комисија за Лужичке Србе у Бранденбургу). Закони садрже одредбе о образовању на лужичкосрпском језику, двојезичним натписима на територији коју традиционално насељавају Лужички Срби, приказујући културу и интересовања Лужичких Срба у средствима масовног информисања.

## Међусловенске везе
Постоје јаке историјске везе Лужичких Срба са Пољском и Чешком. Пољска, постављајући себе као „старатеља” Лужичких Срба, критикује Владу Њемачке због недовољних напора за очување лужичкосрпског језика. На Универзитету у Варшави 1936. године је основано Удружење пријатеља лужичкосрпског народа. Од 1945. до 1949. године је дјеловала омладинска организација „Prołuż” (са сједиштем у Познању). Од 2004. године постоји пољско-лужичкосрпско друштво „Pro Lusatia”, која организује међународне научне конференције, Дане лужичке културе, креативне вечери уз учешће лужичке интелигенције, догађаје у знак сјећања на личности лужичкосрпског националног препорода, организује посјете лужичких политичара и активиста Пољској (и пољских Лужици), а бави се и књижевним издаваштвом. Друго мјесто на скали сарадња са Лужичких Србима заузима Чешка, у којој активно дјелује Друштво пријатеља Лужице (основано 1907), које издаје научно-популарни магазин „Ческо-лужицки вјестњик”.
У Србији постоји научно-образовни пројекат „Растко Лужица”, који окупља научнике и истраживаче из Србије. Лужички Срби испољавају симпатије према балканским Србима. У Русији од 1996. године дјелује „Друштво пријатељства Руса са Лужичанима”, које представља Сергеј Прјамчук.

### Однос Лужичких Срба и Срба
Мало је народа који имају имењаке, а још је мање народа имењака који припадају истој етничкој породици, као што је то случај са Србима у Лужици и Србима на Балкану. Међу лужичким ђацима и студентима у 19.веку било је и оних који су учили наш језик и преводили с њега. То су на првом месту били песник Хандриј Зејлер, Јуриј Вјелан, Хандриј Смолер, Јан Радисерб-Вјела, Михал Циж, Михал Хорник.  Јуриј Влелан, писац, преводилац, свештеник и борац за права свог народа, записао је у часопису Лужичких Срба "Лужица" : Срби живе у Лужици и Мајсену, али Срба има и крај Дунава, уз Саву, у Црној Гори итд. Они се зову јужни Срби (Сьдсербен), а ми се зовемо северни Срби (Нордсербен). Након што му се испунила жеља да види Јужне Србе , 1868. посетом Београду, био је одушевљен свиме што је затекао.
Најпознатији Лужички Србин у Србији, Паул Штурм рођен 1848. у Лужици у Герлицу, доселио се у Србију , где је променио име у Павле Јуришић са надимком Штурм. Учествовао је као официр српске војске у свим ратовима: Српско-турским 1876-1878, Српско-бугарском 1885, Балканским ратовима 1912-1913 и Првом светском рату 1914-1918. Носио је чин генерала српске војске и командовао је 3.армијом током Првог светског рата. 
Куриозитет је да Република Србија нема ниједан програм сарадње са Лужичким Србима, за разлику од Чешке, Пољске, Русије и др.словенских земаља, које активно кроз пројекте помажу ову националну заједницу и одржавају културну сарадњу.